# Landkreis Reutlingen
Landkreis Reutlingen är ett distrikt i Baden-Württemberg, Tyskland med 287 034 invånare (2019).

## Städer och kommuner
| Städer                                                                                           | Övriga kommuner | |
| ------------------------------------------------------------------------------------------------ | --- | --- |
| 1. Bad Urach 2. Hayingen 3. Metzingen 4. Münsingen 5. Pfullingen 6. Reutlingen 7. Trochtelfingen | 1. Dettingen an der Erms 2. Engstingen 3. Eningen unter Achalm 4. Gomadingen 5. Grabenstetten 6. Grafenberg 7. Hohenstein 8. Hülben 9. Lichtenstein 10. Mehrstetten | 1. Pfronstetten 2. Pliezhausen 3. Riederich 4. Römerstein 5. Sonnenbühl 6. Sankt Johann 7. Walddorfhäslach 8. Wannweil 9. Zwiefalten |

## Infrastruktur
Det finns inga motorvägar i distriktet, men två förbundsvägar; B28 och B312.